# Conodonta

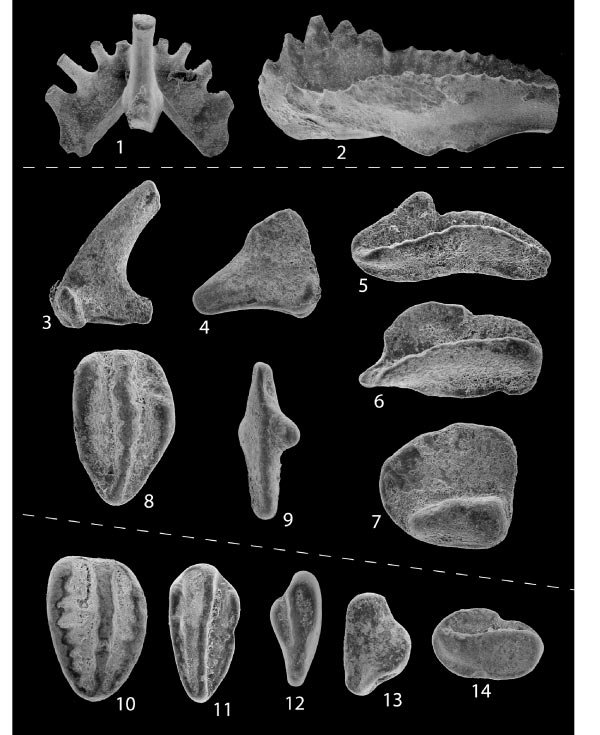
«Dientes» de conodonto del Miembro Deer Valley de la Formación Mauch Chunk (Carbonífero Inferior).

Los conodontos (Conodonta) son una clase de cordados marinos extinta. Durante muchos años se conocieron solo a partir de microfósiles dentiformes de escasos milímetros que, a pesar de su abundancia, habían sido siempre encontrados de forma aislada, nunca asociados al fósil del animal que los poseyó. Se encuentran en el registro fósil desde el Cámbrico medio hasta la base del Jurásico.

## Características
A principios de la década de 1980 se hallaron por primera vez conodontos asociados con el fósil del organismo al que pertenecieron, en un yacimiento de tipo Konservat-lagerstätten. Ello se debe a que el cuerpo de estos animales era blando y solo los dientes habían fosilizado en la mayoría de casos. En 1994 se hallaron fósiles muy bien conservados del género Promissum, sorprendentes por su gran tamaño.
A partir de las once impresiones de conodontos conocidas, denominadas a veces condontóforos, se deduce que eran organismos de aspecto similar a una anguila con 15, más raramente 19, elementos en la cabeza dispuestos con simetría bilateral, incluyendo un aparato alimentario radicalmente diferente de la mandíbulas de los peces modernos. A pesar de su feroz apariencia, se cree que fueron animales herbívoros; los "dientes" eran usados probablemente para filtrar plancton. No obstante, no es imposible que algunos usaran los dientes para morder. Tal vez las tres morfologías dentarias (coniformes, ramiformes y pectiniformes) tenían diferentes funciones. La posición lateral de los ojos no es común en animales carnívoros.

## Afinidades
Hoy está ampliamente admitido que los conodontos poseían grandes ojos, aletas con radios, músculos en forma de galón y notocordio. Estas tres últimas características son definitorias del filo cordados (por ejemplo, vertebrados) según las clasificaciones más recientes. No obstante, tales clasificaciones distan mucho de ser seguras; mientras Milsom and Rigby (2004) consideran los conodontos como vertebrados similares en apariencia a las modernas lampreas, opinión ratificada por estudios basados en análisis cladísticos Donoghue et al. (2000). Este análisis, no obstante, advierte que las formas tempranas de conodontos, los protoconodontos, parecen formar un clado aparte de los conodontos más recientes (paraconodontos y euconodontos). Según estudios paleontológicos recientes los protoconodontos no tendrían ninguna relación con los otros dos grupos y pertenecerían al filo Chaetognatha, un grupo de gusanos depredadores marinos del cual se tiene poco registro fósil.

## Usos
Los conodontos se usan ampliamente en bioestratigrafía; también se usan como paleotermómetros, ya que el fosfato, y la materia orgánica, que los compone sufre cambios de color predecibles cuando son sometidos a diferentes temperaturas. Por este motivo se usan como indicadores de alteraciones térmicas en la roca que los contiene. Esta característica ha hecho de los conodontos una herramienta útil para las prospecciones petrolíferas en rocas del Cámbrico al Triásico superior. El "Índice de Alteración Conodonto" es una escala que correlaciona el color del conodonto con la temperatura máxima que la roca alcanzó en su historia geológica.